# Agarrando pueblo
Agarrando pueblo es una película colombiana de 1978 codirigida por Carlos Mayolo y Luis Ospina. Pertenece al género del falso documental y trata el tema de la pornomiseria.

## Sinopsis
Gira en torno a un grupo de cineastas contratados por un canal de televisión alemán para producir una película que trata el tema de la miseria latinoamericana. El documental usa un trato sarcástico para criticar la forma en que los documentalistas se acercan a la realidad de forma poco ética, pasando por encima de los principios de la investigación sociológica, para mercantilizar la pobreza en Latinoamérica.

## Premios[1]
| Año  | Festival                                                 | Reconocimiento                |
| ---- | -------------------------------------------------------- | ----------------------------- |
| 1978 | III Festival de Cine del Instituto Colombiano de Cultura | Mejor cortometraje argumental |
| 1978 | Festival Internacional de Cine de Lille                  | Premio Novais-Teixeira        |
| 1978 | Certamen Internacional de Cine Documental de Bilbao      | Mención especial              |
| 1979 | Festival Internacional de Cine de Oberhausen             | Premio Interfilm              |